# شون مورغان
شون مورغان (بالإنجليزية: Shaun Morgan)‏ هو مغني وعازف قيثارة جنوب أفريقي، ولد في 21 ديسمبر 1978 في بيترماريتزبرغ في جنوب أفريقيا.

## وصلات خارجية
- شون مورغان على موقع IMDb (الإنجليزية)
- شون مورغان على موقع ميوزك برينز (الإنجليزية)
- شون مورغان على موقع ديسكوغز (الإنجليزية)
- شون مورغان على موقع ديسكوغز (الإنجليزية)
- شون مورغان على موقع قاعدة بيانات الفيلم (الإنجليزية)